# Atletica leggera ai Giochi della XXI Olimpiade - Lancio del giavellotto femminile
Il lancio del giavellotto ha fatto parte del programma femminile di atletica leggera ai Giochi della XXI Olimpiade. La competizione si è svolta nei giorni 23 e 24 luglio 1976 allo Stadio Olimpico (Montréal).

## Presenze ed assenze delle campionesse in carica
| Competizione      | Atleta         | Prestazione | Montréal 1976 |
| ----------------- | -------------- | ----------- | ------------- |
| Olimpiadi 1972    | Ruth Fuchs     | 63,88 m     | Presente      |
| Europei 1974      | Ruth Fuchs     | 67,22 m     | Presente      |
| Asiatici 1974     | Zhou Maojia    | 53,06 m     | Cina assente  |
| Panamericani 1975 | Sherry Calvert | 54,70 m     | Presente      |

1. ↑  Il gigante asiatico non partecipa ai Giochi dal 1952.

In un meeting preolimpico Ruth Fuchs stabilisce il nuovo record del mondo con 69,12 metri. La tedesca Est, campionessa olimpica in carica, prenota il secondo titolo.

### Turno eliminatorio
Qualificazione54,50 m
Dodici atlete ottengono la misura richiesta.

La miglior prestazione appartiene a Marion Becker (Germania Ovest), che con 65,14 stabilisce il nuovo record olimpico.

## Finale
Ruth Fuchs non lascia spazio alle avversarie e vince con oltre un metro di vantaggio sulla Becker, medaglia d'argento. Le toglie anche il fresco record olimpico.
| Pos | Paese          | Atleta        | Misura  |
| --- | -------------- | ------------- | ------- |
|     | Germania Est   | Ruth Fuchs    | 65,95 m |
|     | Germania Ovest | Marion Becker | 64,70 m |
|     | Stati Uniti    | Kathy Schmidt | 63,96 m |